# Té de maíz

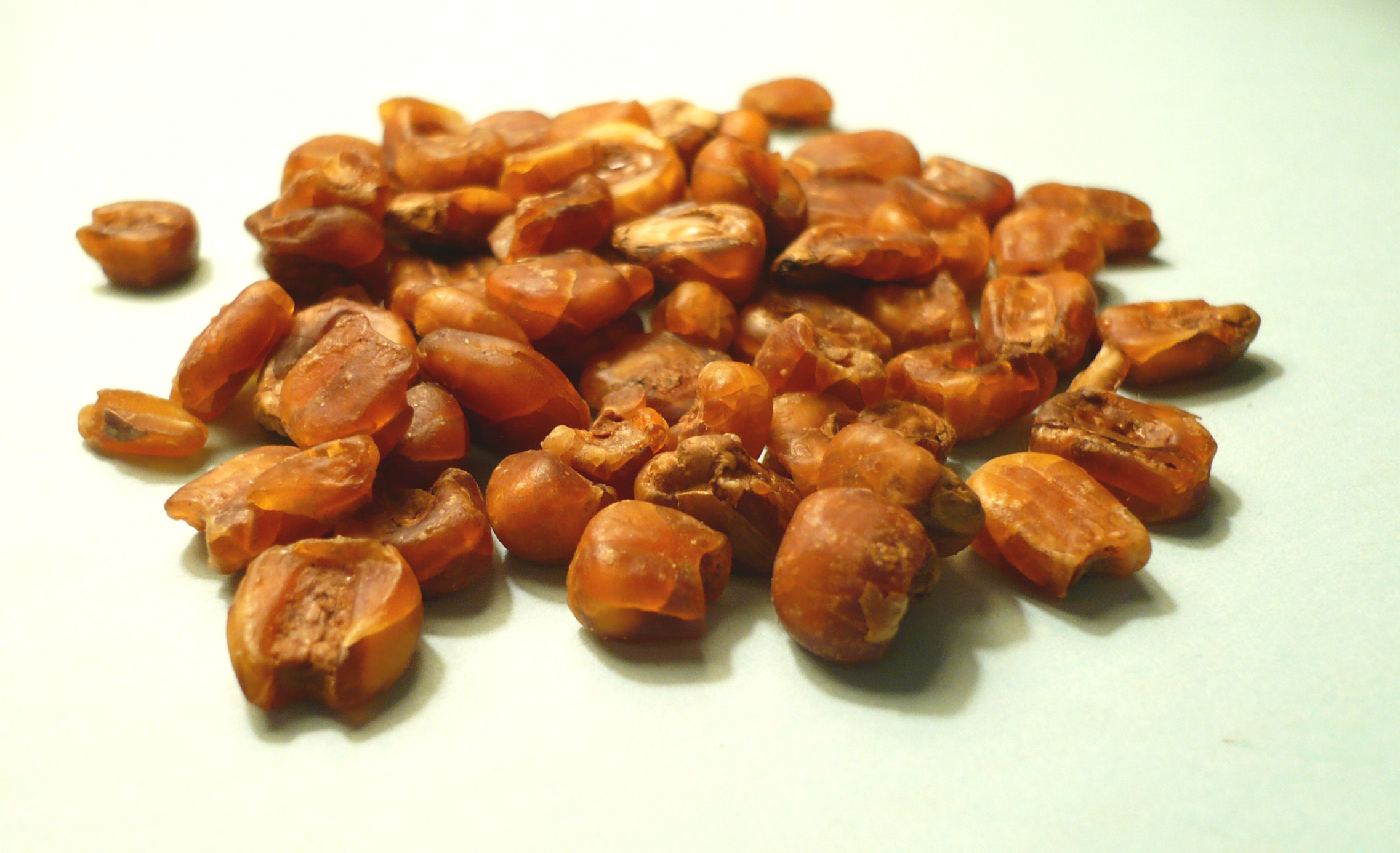
Granos de maíz tostado para elaborar oksusu-cha

El té de maíz (en coreano: 옥수수차 oksusu-cha) es una tisana tradicional coreana hecha de granos de maíz tostado hervidos. No contiene hojas de té.
Para preparar oksusu-cha se secan concienzudamente granos de maíz y entonces se tuestan hasta que queden dorados o marrones. A continuación el maíz tostado se cuece en agua hirviendo hasta que el color de esta se vuelva amarillo pálido. Entonces se cuela el té y se descarta el maíz hervido. Aunque la bebida es dulce naturalmente, puede añadírsele azúcar si se desea más dulce.
La variedad de maíz más usada se denomina gang-naeng-i (강냉이), y suele cultivarse en los alrededores de Gangneung, una ciudad de la provincia de Gangwon, en la costa este de Corea, por lo que esta bebida es especialmente popular en esa región. El té de maíz es muy sencillo de preparar desde cero tostando granos de maíz frescos en el horno, y luego macerándolos en agua hirviendo durante varios minutos, pero también está disponible en bolsas de té ya preparadas.
El oksusu-cha se combina a menudo con bori cha (té de cebada tostada), ya que el dulzor del maíz compensa el sabor ligeramente amargo de la cebada.